# قائمة كبار ضباط كتيبة العاصفة

شارة كتيبة العاصفة

تسرد هذه المقالة الأفراد الذين تم تحديدهم ككبار الضباط في كتيبة العاصفة (SA)، وهو جناح شبه عسكري للحزب النازي، بين عامي 1920 و1945.
كان القائد الأعلى للرابطة بأكملها هو Oberster SA-Führer، حرفيًا "Supreme SA Leader القائد الأعلى لكتيبة العاصفة"، وهو منصب مميز، في حين أن ستابشيف، حرفيًا "رئيس الأركان"، أشرف على العمليات اليومية للمجموعة.

## Oberster SA-Führer
| الرقم | صورة                      | Oberster SA-Führer                    | تولى المنصب      | ترك المنصب      | مدة شغل المنصب | الحزب | مرجع  |
| ----- | ------------------------- | ------------------------------------- | ---------------- | --------------- | -------------- | ----- | ----- |
| 1     | اميل موريس                | اميل موريس (1897–1972)                | 1920             | 1921            | 0–1 سنة        | NSDAP | [ 1 ] |
| 2     | Hans Ulrich Klintzsch     | Hans Ulrich Klintzsch (1898–1959)     | 1921             | February 1923   | 1–2 سنة        | NSDAP | [ 1 ] |
| 3     | هيرمان غورينغ             | هيرمان غورينغ (1893–1946)             | February 1923    | November 1923   | 0 سنة          | NSDAP | [ 1 ] |
| 4     | Franz Pfeffer von Salomon | Franz Pfeffer von Salomon (1888–1968) | 14 February 1926 | August 1930     | 4 سنة          | NSDAP | [ 1 ] |
| 5     | أدولف هتلر                | أدولف هتلر (1889–1945)                | August 1930      | 30 April 1945 † | 14 سنة         | NSDAP | [ 1 ] |

تولى هتلر شخصيا قيادة المنظمة بأكملها في عام 1930 وظل حاملا لرتبة Oberster SA-Führer طوال فترة وجود المجموعة. بعد عام 1931، تم أعتبار أولئك الذين حصلوا على رتبة ستابشيف، مثل إرنست روم، كقادة للجيش.  لم يكن لOberster SA-Führer أي شارة موحدة وكان رتبة شبه عسكرية يمكن الإشارة إليها بعدة طرق. على سبيل المثال، ابتكر غورنغ زيًا موحدًا، مع شارة الصليب المعقوف مصحوبة بخطوط بيضاء. على النقيض من ذلك، ارتدى موريس ببساطة قميصًا نازيًا لا يحمل أي شارة، كما فعل هتلر عندما كان يحمل لقب Oberster SA-Führer.

## ستابشيف
بعد عام 1931 ، كان يعتبر ستابشيف القائد الفعلي للجيش.
| الرقم | صورة             | Stabschef                      | تولى المنصب    | ترك المنصب       | مدة شغل المنصب   | الحزب | مرجع  |
| ----- | ---------------- | ------------------------------ | -------------- | ---------------- | ---------------- | ----- | ----- |
| 1     | Otto Wagener     | Otto Wagener (1888–1971)       | October 1929   | 31 December 1930 | 1 سنة و2 شهور    | NSDAP | [ 3 ] |
| 2     | إرنست روم        | إرنست روم (1887–1934)          | 5 January 1931 | 1 July 1934 †    | 3 سنوات و5 شهور  | NSDAP | [ 4 ] |
| 3     | فيكتور لوتز      | فيكتور لوتز (1890–1943)        | 1 July 1934    | 2 May 1943 †     | 8 سنوات و10 شهور | NSDAP | [ 5 ] |
| -     | Max Jüttner (de) | Max Jüttner (1888–1963) Acting | 2 May 1943     | August 1943      | 2 شهور           | NSDAP | [ 6 ] |
| 4     | فيلهلم شيبمان    | فيلهلم شيبمان (1894–1970)      | August 1943    | 5 May 1945       | 1 سنة و9 شهور    | NSDAP | [ 1 ] |

بعد اغتيال روم خلال ليلة السكاكين الطويلة في عام 1934، قام خليفته لوتز بتغيير الشارة إلى نمط من أوراق البلوط المكللة بأشكال مماثلة لأشكال الرايخسفرير- SS. ظلت هذه الشارة حتى نهاية الحرب عندما تم حل كتيبة العاصفة في عام 1945.